# لاصق فيلكرو
لاصق فيلكرو (نسبةً إلى الشركة المُصنعة فيلكرو) أو لاصق الأهداب والخطاطيف هو المثبت الصناعي الشهير الذي ُيستخدم بكثرة في الحياة اليومية، حيث يدخل في صناعة الملابس والأحذية والحقائب وغيرها الكثير، وتتكون من قطعتين قطعة فيها خطاطيف كثيرة والقطعة الأخرى تتكون من حلقة أهداب وعراوي، يلتصقان ببعضهما بمُجرد الضغط عليهما، وتنفكان بسهولة، واشتق لها اسم فيلكرو Velcro من الكلمتين الفرنسيتين Velours وتعني المخمل وCrochet وتعني خطاف.

## التاريخ
في عام 1941 كان المهندس السويسري جورج دي ميسترال قد لاحظ بعد عودته إلى بيته قادماً من رحلة استجمام في جبال الألب رفقة كلبه التصاق عدد كبير من البذور البرية بملابسه، فما كان منه إلى أن فحصها تحت المجهر، ليكتشف أن هذه البذور تحتوي على المئات من الخطاطيف الدقيقة للغاية والتي تشتبك مع أي شئ له حلقات أو عراوي مثل الملابس والصوف.

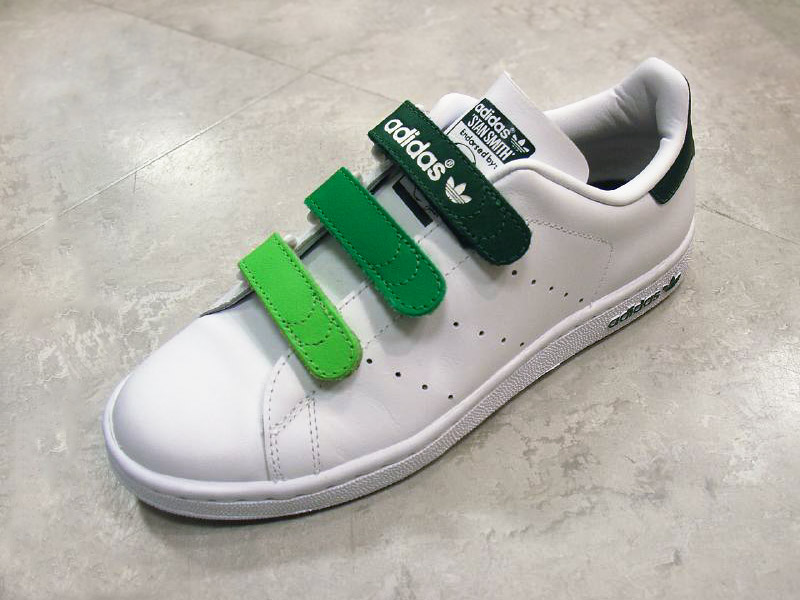
لاصق فيلكرو في الحذاء الرياضي

قرر محاكاة الطبيعة وتصنيع مثل هذه الخطاطيف الدقيقة للغاية حيث قام بتصنيع أول عينة من القطن الا أنه ثبت انه غير عملي، وبعد تجارب عدة استغرقت سبع سنوات تمكن من تصنيع أول أداة تحاكي الطبيعة تماماً مكونة من قطعتين من النايلون، أحدهما تحتوي على آلاف الخطاطيف الدقيقة للغاية والأخرى تحتوي على آلاف الأهداب والعراوي الصغيرة، وعند جمع القطعتين مع بعضهما البعض وبقليل من الضغط، تلتصقان بشدة بحيث يصعب إنفكاكهما عن بعضهما، لتنافس بذلك السحاب العالي في قدرته على احكام اغلاق اللباس، أسس شركةً تختص في هذا اللاصق، كما حصل على براءة اختراع في عام 1955, بدأ في تصنيع منتجه بشكل تجاري وبلغت مبيعاته أكثر من 60 مليون ياردة من الفيلكرو لكل سنة.
الاختراع المدهش وجد طريقه بسهولة لعالم الملابس والأزياء، فدخل الفيلكرو في صناعة المعاطف والأحذية والتجهيزات الرياضية، كما استخدم في بعض التطبيقات الطبية وفي صناعة السيارات والطائرات مما جعل إختراعه يدِّر الملايين.